# Erich Meyer (Politiker, 1900)

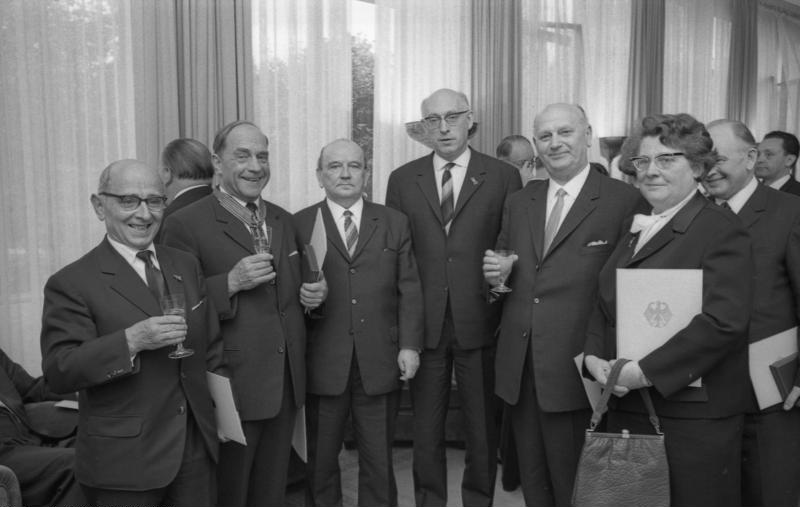
Erich Meyer (Dritter von links) bei der Verleihung des Bundesverdienstkreuzes

Erich Meyer (* 15. März 1900 in Stettin; † 9. Mai 1968 in Wanne-Eickel) war ein deutscher Politiker der SPD.

## Leben
Nach dem Besuch der Volksschule absolvierte Meyer, der evangelischen Glaubens war, eine Lehre zum Maschinenschlosser. Später arbeitete er als Redakteur in Hagen. 1933 wurde er von den Nationalsozialisten unter Polizeiaufsicht gestellt. Ab 1945 war er Hilfsdezernent in der Hagener Stadtverwaltung. Später gab er die Ruheständlerzeitung Der Lebensabend heraus. Wegen seines sozialpolitischen Engagements hatte er den Beinamen „Renten-Meyer“.
Meyer gehörte zunächst der KPD, dann ab 1928 der SPD an.
In der Endphase der Weimarer Republik war Meyer Stadtverordneter in Hagen. Er gehörte dem Deutschen Bundestag seit dessen erster Wahl 1949 bis 1965 an. Er wurde im Wahlkreis Wattenscheid – Wanne-Eickel stets direkt ins Parlament gewählt. Das MfS versuchte vergeblich, ihn als Kontaktperson zu gewinnen.

## Ehrungen
- Großes Bundesverdienstkreuz (23. Mai 1965)